# Vicopò
Vicopò è una piccola frazione del comune di Parma, appartenente al quartiere San Lazzaro.
La località è situata 4,32 km a nord-est del centro della città.

## Geografia fisica
La frazione sorge in posizione pianeggiante alla quota di 43 m s.l.m., tra le campagne a nord-est di Parma lungo la strada provinciale 62 R della Cisa per Guastalla.

## Origini del nome
La località era nota nel Medioevo come Vicopauli e Vicopolo, ma secondo alcuni studiosi il toponimo potrebbe aver origine dal fiume Po, le cui piene in epoca remota potevano lambire il territorio.

## Storia
Le più antiche tracce della presenza umana nella zona di Vicopò risalgono all'età del bronzo.
Il borgo di Vico pauli fu menzionato per la prima volta nel 921, nel placito presieduto dal conte Adalberto di Parma, che si risolse a vantaggio del Capitolo della Cattedrale. Fu in seguito nominato in altri documenti nel 935, nel 987 e nel 1045.
La più antica testimonianza dell'esistenza della chiesa del villaggio risale al 1141, quando la cappella fu citata in una bolla del papa Innocenzo II tra i luoghi di culto sottoposti direttamente al Capitolo della Cattedrale di Parma.
Nel 1418 il borgo fu depredato, insieme ad altre località dei dintorni di Parma, dalle truppe del duca di Milano Filippo Maria Visconti durante gli scontri col marchese di Ferrara Niccolò III d'Este per il possesso della città.
Dopo l'Unità d'Italia Vicopò divenne frazione dei comuni di Cortile San Martino a ovest e San Donato a est; mentre il primo fu sciolto nel 1943, il secondo fu soppresso nel 1870 e annesso nel nuovo comune di San Lazzaro Parmense, a sua volta cessato nel 1943.

## Monumenti e luoghi d'interesse

### Chiesa di San Biagio

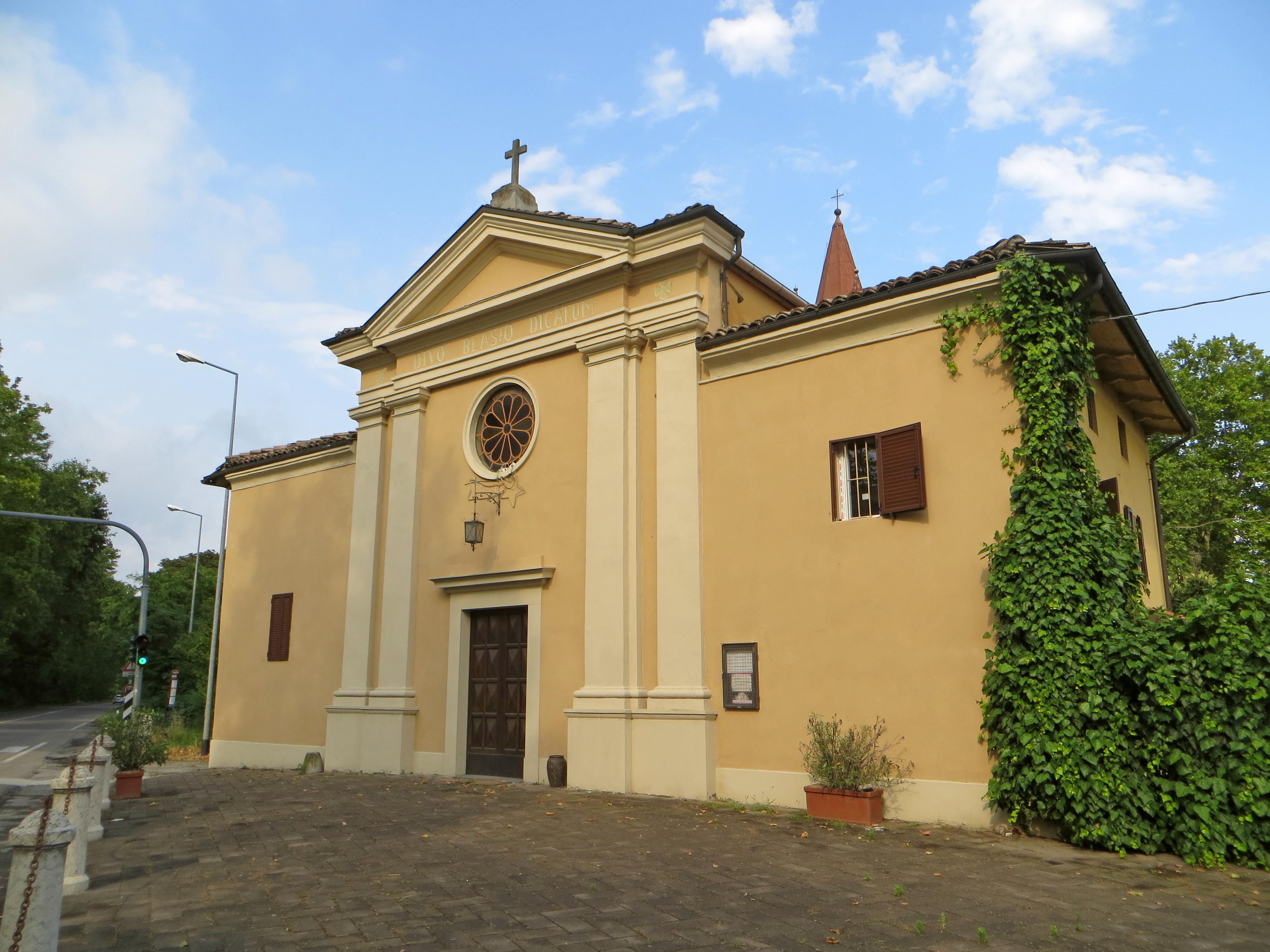
Chiesa di San Biagio

Menzionata per la prima volta nel 1141, la cappella romanica, dedicata ai santi Fabiano e Sebastiano, fu reintitolata entro il 1354 a san Biagio; completamente ricostruita tra il 1550 e il 1552, fu elevata nel 1564 a sede di parrocchia autonoma; dotata di fonte battesimale nel 1679, fu arricchita della facciata neoclassica nel corso del XIX secolo; la chiesa è decorata sul fondo del presbiterio con un affresco a trompe-l'œil, raffigurante prospetticamente un prolungamento dell'ambiente.